# توم باري
توم باري (بالإنجليزية: Tom Barry)‏ هو سياسي أيرلندي، ولد في 1 يوليو 1897 في جمهورية أيرلندا، وتوفي في 2 يوليو 1980 في كورك في جمهورية أيرلندا.